# Xiphidiola lobaticerca
Xiphidiola lobaticerca är en insektsart som beskrevs av Naskrecki 2008. Xiphidiola lobaticerca ingår i släktet Xiphidiola och familjen vårtbitare. Inga underarter finns listade i Catalogue of Life.